# Sac à main

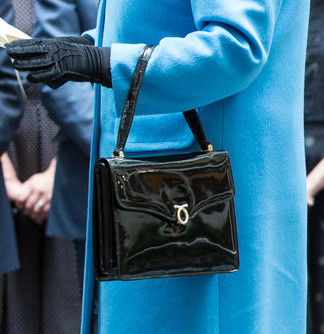
Sac à main en cuir noir portée par la reine Elizabeth II en 2015

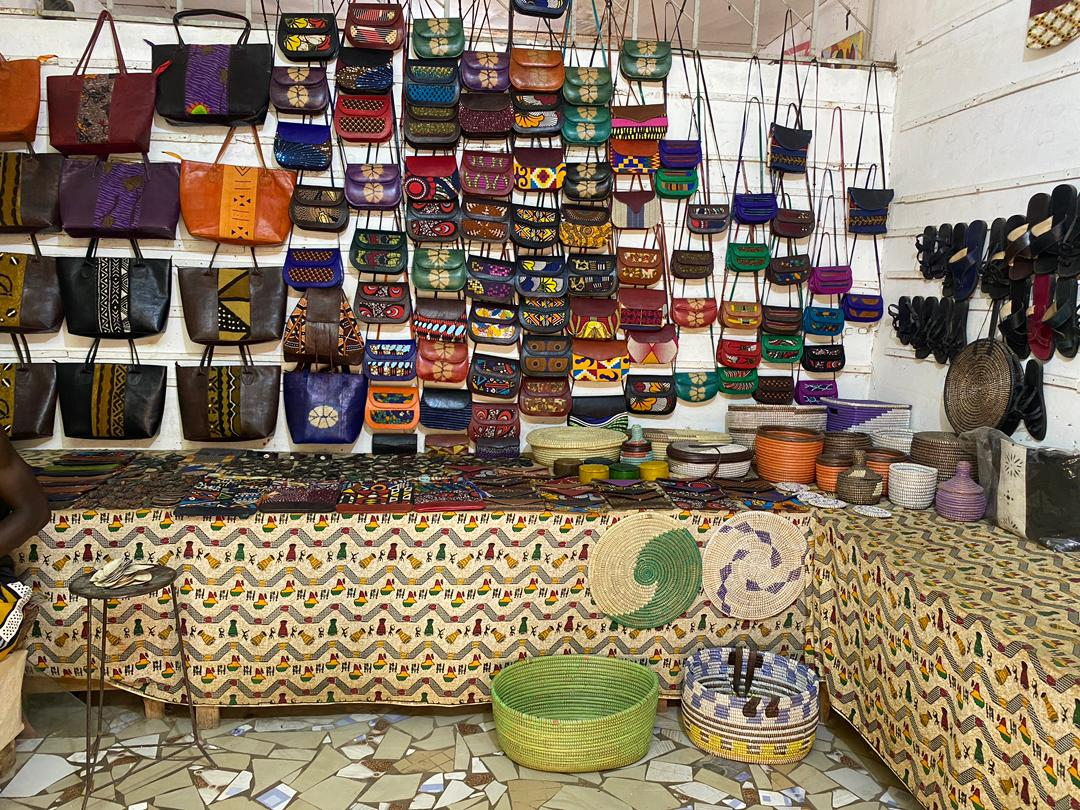
Boutique de sacs africains au Sénégal

Un sac à main, aussi appelé une sacoche en français canadien, est un accessoire de mode qui permet de ranger des objets utiles au quotidien, comme les clés, le portable, l’agenda, le portefeuille, le maquillage, etc.

## Architecture
Il se compose d'une grande poche où ranger les objets, qui peut elle-même comporter plusieurs autres poches, éventuellement d'un système de fermeture de la poche principale et d'une à deux lanières plus ou moins longues et larges pour le porter soit pendant au bout de la main, soit coincé dans le pli du coude ou en bandoulière sur l'épaule.

## Histoire et évolution
Le mot sac provient du mot hébreu sak, qui désigne une étoffe grossière composée de poils de chèvre. En anglais, le mot bag dérive du vieux norrois baggi, qui désigne tout ce qui est lié aux bagages.
L'origine du sac à main remonte à l'Antiquité. Il avait alors une vocation utilitaire, contenir de l'argent. Il procède du kibisis grec, le sac à main des voyageurs, un attribut d'Hermès, le dieu du commerce, messager de Zeus et protecteur des voyageurs, marchands et voleurs. 

### Antiquité
L'apparition de la bourse à fermeture coulissante remonte à la Rome Antique à l'ère des croisades chrétiennes. Ce petit sac est porté à la taille, autant par les hommes que les femmes. Elle a une vocation purement utilitaire : contenir de l'argent lors de transaction.
A cette époque, le sac était également destiné aux esclaves dans le but de porter les affaires de leurs maîtres. Ne pas en porter signifiait alors la liberté pour eux.

### Moyen-Âge

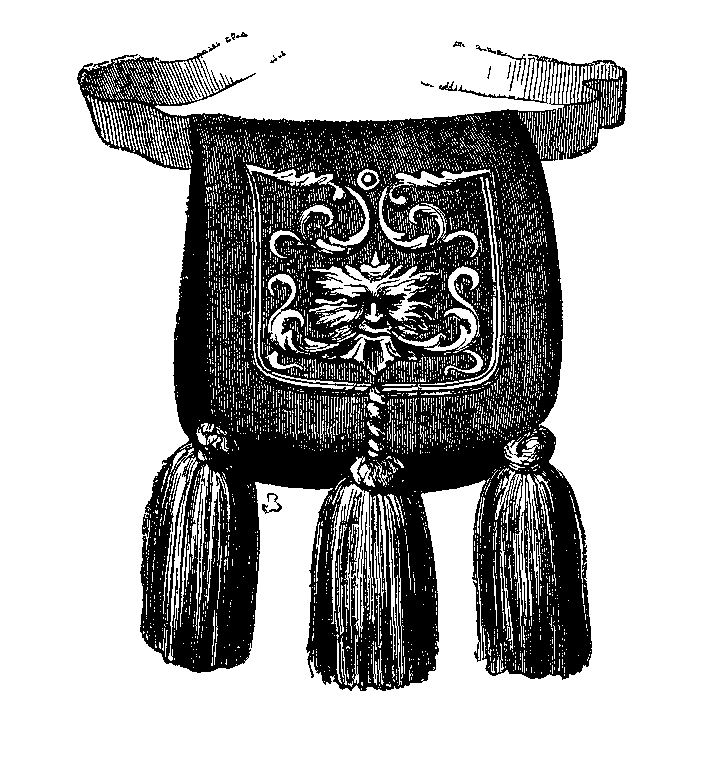
bourse-aumônière fait à partir d'une tapisserie d'Orléans du XVe siècle.

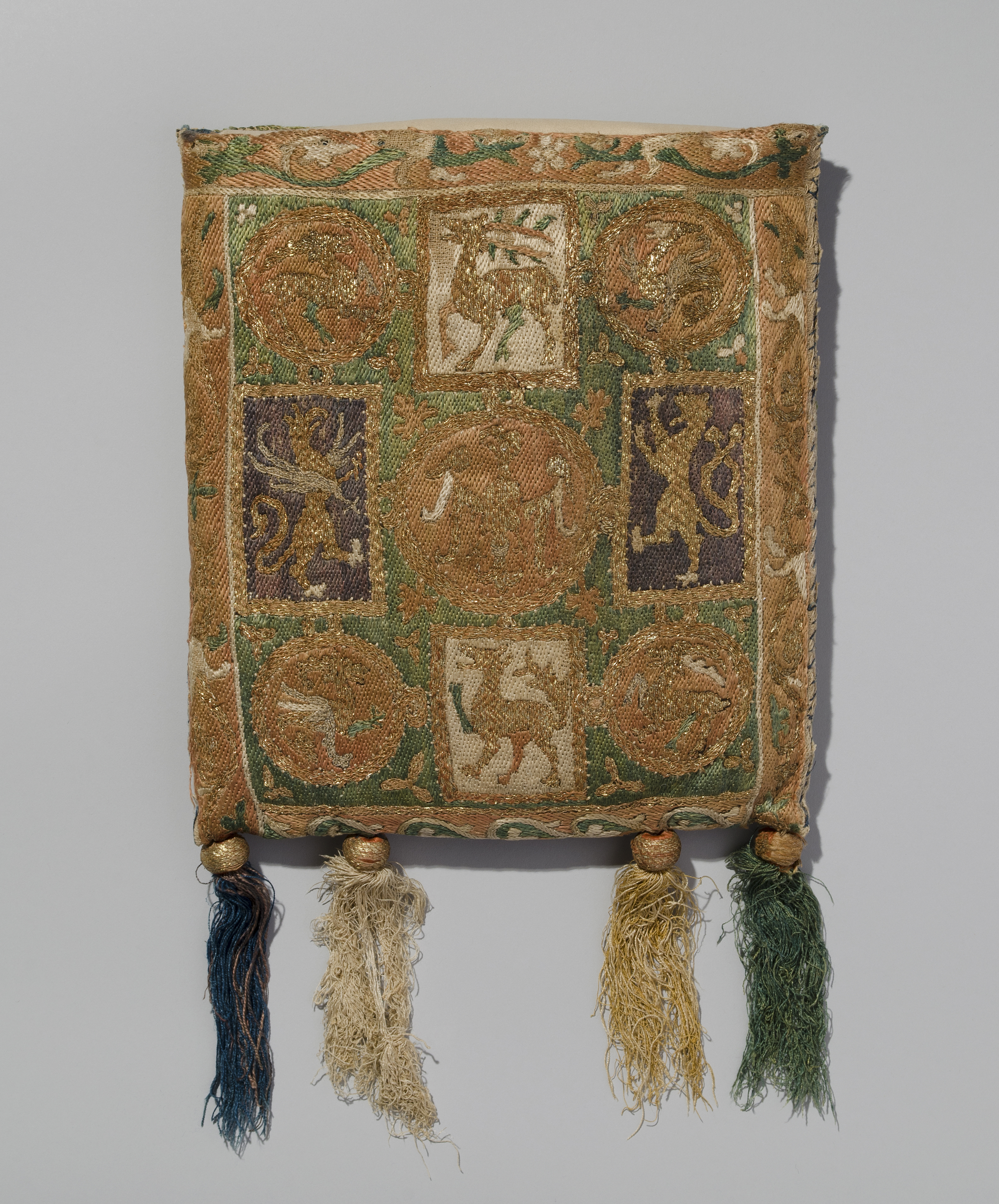
bourse-aumônière française du XIVe siècle.

Au Moyen-Âge, l'aumônière (aussi appelée bourse) fait son apparition, parce que les vêtements ne comportent pas de poches. C’est un petit sac fixé à la ceinture et porté autant par les femmes que les hommes. Ce sac renfermait à l’origine l’argent destiné aux aumônes, elle transportait aussi tous les objets d’usages courant tels que peignes, ciseaux, miroirs, etc.
Cette bourse se voyait conçue en matière précieuses et ornée de broderie en fil d’or pour les personnes les plus fortunées, elle devient alors le reflet de l’appartenance sociale.
L’escarcelle, une grande bourse munie d’un fermoir, sera en vogue jusqu’au  XVIe siècle, elle est fortement appréciée par Henri II qui en possédait plusieurs.

### Renaissance
Au début de la Renaissance, le sac à main est réellement un outil de distinction sociale chez les femmes.
Ces sacs sont de plus en plus décorés par la noblesse et les perles de Venise viennent renforcer le statut social de celle qui le porte.
C’est seulement au XVIIe siècle que les poches font leur apparition sur les vêtements, elles vont alors remplacer le sac à main chez les hommes pendant des siècles et les femmes vont arrêter de porter ce sac par effet de mode, pendant plusieurs années.
Ces poches sont en réalité des sacs de toiles cachés sous les robes que, par exemple, les femmes vont souvent remplir de pot-pourri parfumé, ancêtre en quelque sorte du parfum, pour cacher les odeurs corporelles.

### Époque contemporaine
La mode se transforme radicalement en 1795 avec les robes étroites en mousseline transparente et amène donc la disparition des poches pour amener le retour des sacs. Ces derniers portent le nom de ballantine et s’accompagnent d’une toute nouvelle mode romantique avec par exemple les ombrelles, les éventails… 
En 1860, c’est l’essor du cuir, la plupart des sacs se mettent à utiliser le cuir pour leurs sacs, plus résistants que les ballantines du XVIIIe siècle. Également équipés d’une poignée et ayant la possibilité de se fermer, la praticité est nettement augmentée ainsi que la discrétion. 
Mais c’est seulement au XXe siècle que le sac commence vraiment à prendre la place qu’il a de nos jours. Les fabricants se multiplient et la créativité se développe. Les créateurs commencent même à utiliser des peaux de reptiles, des fourrures ou même des plumes pour créer leurs sacs. Tout au long des années 1900, les types de sacs se multiplient avec le sac seau, le mini sac, le cabas, le sac bandoulière…
Aujourd’hui, le sac à main est un accessoire de mode qui vient ajouter la touche finale à la tenue. C’est pourquoi la tendance du sac objet sans utilité et comme unique accessoire de mode apparaît à partir des années 2010.
On le voit notamment avec des apparitions de sac sans utilité dans des défilés Chanel, et Karl Lagerfeld se moquait de ce nouvel instrument de mode avec par exemple son sac brique de lait “Lait de Coco", présenté pendant le défilé Automne-Hiver 2014-2015.

Il y a aussi une apparition plus récente en 2021, avec Christine Quinn portant un sac chaise en bandoulière dans la série Selling Sunset lors de sa quatrième saison.

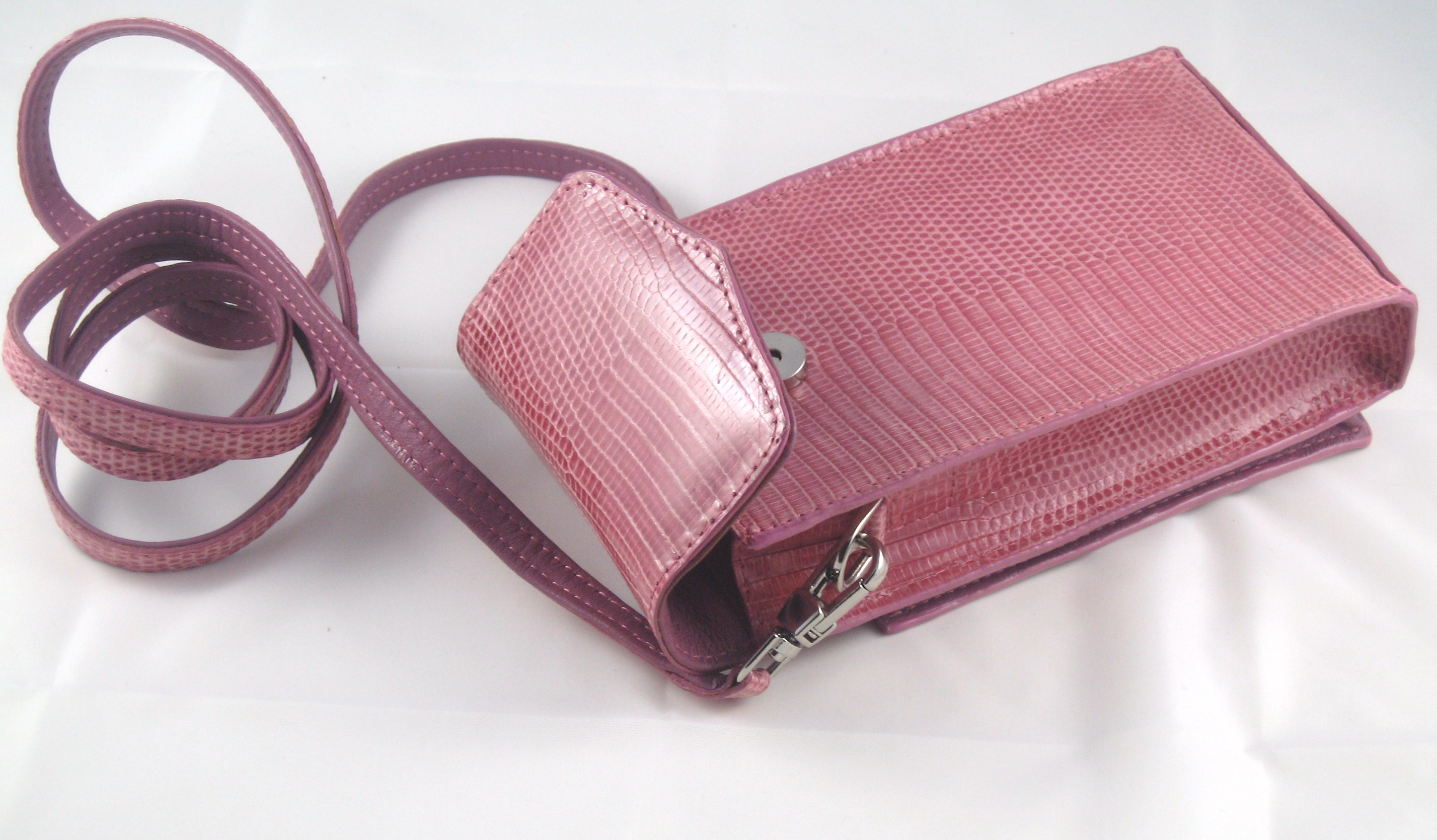
iPurse Sac.

## Image véhiculée
Anciennement, le sac à main était presque exclusivement porté par des femmes. Certaines féministes y voyaient d'ailleurs un asservissement de la femme, puisque son port n'est justifié que par l'existence de nombreux accessoires (comme le maquillage) que la société rend nécessaires à la femme alors que l'homme s'en dispense. C'est, par exemple, la position d'Isabelle Alonso.
Cependant, depuis ces dernières années, le sac à main se démocratise auprès des hommes, il n’est plus exclusivement réservé aux femmes; le sac à main n’est désormais plus un objet caractéristique du genre féminin.

## Un objet intime révélateur d'une personne
Le sac à main est un objet personnel qui fait office de véritable carte d’identité. Il contient de nombreux objets révélateurs de votre vie, cela va du porte monnaie au portable, des petits papiers aux agendas en passant par souvenirs et grigris. Que ce soit le sac en lui-même ou les objets qu’il contient, cela fournit des renseignements importants quant à la personnalité de la personne et plus encore. 
En effet, l'existence de photos personnelles, d'objets porte-bonheur ou de souvenirs laissera entrevoir une personne plus sentimentale. Le fait que son contenu soit rangé ou non, soigné ou non, nombreux ou non renvoie à d'autres types de personnalités. On peut également y interpréter des statuts sociaux, des niveaux de richesse de la personne concernée.

## Exposition
Entre le 12 décembre 2020 et le 16 janvier 2022, l'exposition « Bags : Inside Out » est organisée au Victoria and Albert Museum (Londres),.